# Patricia Cornwell

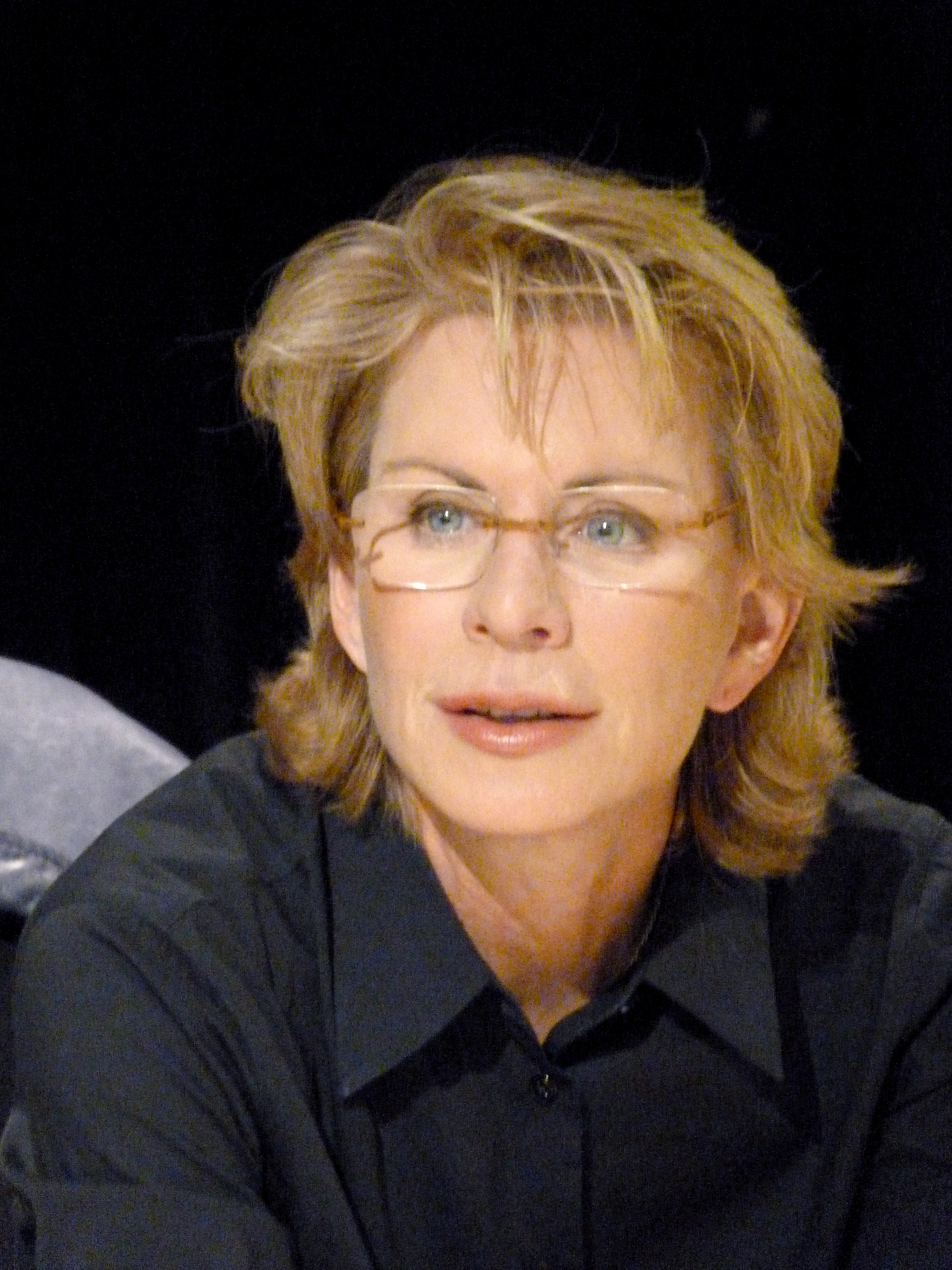
Patricia Cornwell in 2011

Patricia Cornwell, geboren als Patricia Carroll Daniels, (Miami, 9 juni 1956) is een Amerikaanse schrijfster van misdaadverhalen, onder andere met het fictieve personage Kay Scarpetta.
De meeste van haar verhalen bevatten veel informatie over forensische geneeskunde. Dikwijls ligt de oplossing van de misdaad in het forensisch onderzoek van het lichaam van het slachtoffer, hoewel Scarpetta meer veldwerk doet en confrontaties heeft met verdachten dan echte wetsdokters. Cornwell werkte zelf in een misdaadlab in Virginia als technisch schrijver en computeranaliste, maar niet in een medische functie.
In 2002 schreef ze een omstreden boek Portrait of a Killer waarin ze de identiteit van de seriemoordenaar Jack the Ripper meent te achterhalen.